# Orophea
Orophea este un gen de plante angiosperme din familia Annonaceae.

## Specii[1]
- Orophea acuminata
- Orophea alba
- Orophea brandisii
- Orophea celebica
- Orophea chlorantha
- Orophea chrysantha
- Orophea clemensiana
- Orophea corymbosa
- Orophea creaghii
- Orophea cumingiana
- Orophea cuneiformis
- Orophea desmos
- Orophea dodecandra
- Orophea enneandra
- Orophea enterocarpa
- Orophea erythrocarpa
- Orophea flagellaris
- Orophea fusca
- Orophea glabra
- Orophea hainanensis
- Orophea harmandiana
- Orophea hastata
- Orophea hexandra
- Orophea hirsuta
- Orophea katschallica
- Orophea kerrii
- Orophea kingiana
- Orophea kostermansiana
- Orophea laotica
- Orophea laui
- Orophea leuseri
- Orophea leytensis
- Orophea maculata
- Orophea malayana
- Orophea megalophylla
- Orophea merrillii
- Orophea monosperma
- Orophea multiflora
- Orophea myriantha
- Orophea narasimhanii
- Orophea parvifolia
- Orophea polycarpa
- Orophea rubra
- Orophea salacifolia
- Orophea sarawakensis
- Orophea sericea
- Orophea siamensis
- Orophea sivarajanii
- Orophea sphaerocarpon
- Orophea thomsonii
- Orophea thorelii
- Orophea tonkinense
- Orophea torulosa
- Orophea trigyna
- Orophea uniflora
- Orophea wenzelii
- Orophea zeylanica